# Poppy Playtime
Poppy Playtime è un videogioco survival horror, sviluppato dallo studio indipendente Mob Entertainment. Diviso in diversi capitoli, il primo è stato pubblicato su Steam per Microsoft Windows il 12 ottobre 2021, mentre i successivi rispettivamente il 5 maggio 2022, il 30 gennaio 2024 e il 30 gennaio 2025.
Il giocatore interpreta un ex dipendente che deve visitare una fabbrica di giocattoli abbandonata precedentemente di proprietà della società immaginaria Playtime Co. dieci anni dopo che lo staff è apparentemente scomparso senza lasciare traccia. I giocatori, attraverso una prospettiva in prima persona, devono risolvere degli enigmi per progredire ulteriormente evitando di essere catturati dai terrificanti giocattoli animati che risiedono nella fabbrica.
Il gioco ha presto goduto di recensioni positive per il suo gameplay, ma in seguito ne ha ricevute anche di negative dopo che gli sviluppatori hanno annunciato dei non-fungible token.

## Trama

### Capitolo 1 –A Tight Squeeze
Il protagonista, un ex dipendente nella fabbrica dell'azienda produttrice di giocattoli Playtime Co., riceve un pacco contenente una videocassetta con la pubblicità di uno dei prodotti di punta della compagnia: la bambola Poppy. La registrazione della pubblicità viene però interrotta, sostituita dall'immagine di una porta circondata dal dipinto di un enorme papavero. Assieme alla VHS gli viene recapitata una lettera su cui vi è scritto che, nonostante la fabbrica fosse stata chiusa dieci anni prima a seguito della misteriosa scomparsa degli impiegati, vi è ancora rinchiuso qualcuno al suo interno, chiedendogli di cercare l'immagine del fiore riprodotta nella videocassetta.
Entrato nella fabbrica, il protagonista viene informato da una registrazione di Leith Pierre, direttore creativo dell'azienda, che la fabbrica è dotata di pericolosi sistemi di sicurezza. Nonostante gli avvertimenti prosegue nella sua esplorazione tramite l'utilizzo di un GrabPack, uno strumento in dotazione ai dipendenti costituito da due mani estendibili, necessario per riattivare alcuni dei meccanismi della fabbrica. Giunto nell'atrio il protagonista si trova al cospetto di una gigantesca statua di Huggy Wuggy, mascotte dell'azienda, che però scompare poco dopo.
Addentratosi ancora più in profondità nella fabbrica, il protagonista trova varie videocassette che approfondiscono leggermente la storia della fabbrica e dei suoi impiegati, tra i quali la giovane Stella Greyber e l'irascibile dipendente Rich. Tuttavia viene intercettato dalla statua, rivelatasi essere una creatura vivente che lo insegue intenzionata ad ucciderlo. Fuggito attraverso il sistema di nastri trasportatori e dei condotti della fabbrica, il protagonista riesce a eliminare Huggy facendo crollare la passerella su cui si trovava, notando che ad ogni impatto contro i macchinari lascia una macchia di sangue. Giunto quindi nella stanza con la porta e il murales del papavero, trova un'ultima videocassetta che gli rivela l'esistenza di una creatura nota come "Prototipo". Oltrepassata la porta, si trova dinanzi ad una teca di vetro contenente la bambola Poppy. Aperta la teca viene però tramortito da qualcosa e, prima di svenire, sente la voce di Poppy affermare di averla liberata.

### Capitolo 2 –Fly in a Web
Dopo essersi ripreso, il protagonista prova a cercare una via di fuga dalla fabbrica trovandosi invece nell'ufficio di Elliot Ludwig, presidente della Playtime: qui scopre che questi aveva aperto la fabbrica per riprendersi da un lutto, e che nella fabbrica venivano condotti degli esperimenti sulla rianimazione di corpi senza vita. Incontra quindi Poppy, intenzionata a scappare assieme a lui grazie a un trenino a grandezza naturale, usato in passato dai dipendenti per muoversi nella fabbrica e azionabile tramite un codice in suo possesso. Poppy viene però rapita e presa in ostaggio da Mommy Long Legs, un'altra creatura basata su uno dei giochi della compagnia. Questa, dichiarandosi annoiata dopo tutto il tempo trascorso in solitudine, propone al protagonista di sottoporsi a tre giochi presenti nella Game Station, l'area giochi dell'azienda: in caso di vittoria, avrebbe liberato Poppy e consegnato al protagonista il codice, ma in caso di sconfitta o di imbroglio l'avrebbe ucciso. 
Dopo aver superato le prime due prove, nel corso della terza il protagonista è obbligato a usare il GrabPack per imbrogliare e fuggire. Vagando nella fabbrica incontra Kissy Missy, una creatura rosa simile ad Huggy Wuggy, che lo aiuta a progredire; nel mentre, tramite dei documenti e delle videocassette scopre che nella fabbrica vivevano anche degli orfani, sottoposti periodicamente alle stesse tre prove da lui sostenute per valutare le loro caratteristiche, e che i dipendenti avevano iniziato ad accorgersi degli esperimenti e delle creature che vagavano nella fabbrica. Bloccato da Mommy, furiosa per il suo imbroglio, viene inseguito attraverso i corridoi della fabbrica, fino a quando la creatura non viene uccisa dopo essere finita in un trituratore. La parte superiore del suo corpo, rimasta integra, viene prelevata da una enorme mano metallica: una videocassetta mostra poi che quella mano appartiene al Prototipo, che viene descritto come intelligente e dalle elevate capacità di apprendimento, rivelando anche come quella creatura sia la causa della morte di alcuni dipendenti. 
Liberata Poppy e ottenuto il codice del treno, il protagonista si appresta a fuggire: Poppy però devia il percorso del treno, dicendogli che le sue azioni le hanno fatto capire che potrebbe tornarle utile per i suoi piani. Raggiunta una discesa, il treno perde il controllo nonostante i tentativi del giocatore e di Poppy di fermarlo, schiantandosi davanti a una sezione della fabbrica chiamata "Playcare".

### Capitolo 3 –Deep Sleep
Risvegliatosi dopo l'incidente, il protagonista viene gettato in un compattatore di rifiuti da una creatura simile ad un gatto viola. Dopo essere fuggito viene contattato da Ollie, un amico di Poppy: questi gli spiega che la bambola non l'ha fatto fuggire per poterla aiutare a sconfiggere il Prototipo, rivelandogli anche che il mostro che l'aveva catturato era CatNap, il suo servitore più fedele. Ollie guida il protagonista al Playcare, un orfanotrofio sotterraneo fatto costruire da Ludwig per poter accogliere i bambini. Qui, dopo averlo avvertito che quello era il territorio di caccia di CatNap, gli spiega che se intende arrivare dal Prototipo deve fornire energia ai livelli inferiori della fabbrica tramite un generatore situato nel Playcare, prestando attenzione al gas allucinogeno e tossico noto come "Fumo rosso" prodotto dal generatore stesso. A metà del processo però il generatore si disattiva, obbligando il protagonista a ripristinare l'energia tramite dei generatori ausiliari situati nei vari edifici dell'orfanotrofio.
Direttosi al dormitorio Home Sweet Home il protagonista resta vittima delle allucinazioni del Fumo rosso, finché non trova una maschera antigas che gli permette di addentrarsi in quel luogo e riattivare il generatore. Uscito di nuovo nella piazza del Playcare viene raggiunto da Kissy e Poppy. Quest'ultima, dopo essersi scusata per averlo ingannato, gli dice che intende eliminare il Prototipo per salvare i bambini ancora rinchiusi nella fabbrica. Direttosi poi alla vecchia scuola dell'orfanotrofio, il protagonista è obbligato a sfuggire a Miss Delight, una delle vecchie bambole che insegnavano lì, riuscendo alla fine a ucciderla facendola finire schiacciata da una porta meccanica per poi riattivare il secondo generatore. Infine, il giocatore si dirige alla Playhouse, l'area giochi dell'orfanotrofio, dove incontra DogDay, un pupazzo gigante animato appartenente alla stessa linea di giochi di CatNap, imprigionato e torturato da quest'ultimo per aver provato ad opporsi al Prototipo: DogDay prova a metterlo in guardia dai pericoli della Playhouse, ma viene definitivamente ucciso da un'orda di giocattoli aizzati da CatNap, che utilizzano il suo corpo per inseguire il protagonista. Giunto nell'ufficio della consulente e responsabile della gestione dell'orfanotrofio, che si scopre essere Stella Greyber, riattiva il terzo e ultimo generatore ausiliario.
Durante tutta l'esplorazione del Playcare, il protagonista scopre anche la verità dietro l'esistenza dei mostri che lo inseguono. Per salvare la compagnia dal fallimento dovuta all'abbandono dei lavoratori, il direttore creativo Leith Pierre e lo scienziato Harley Sawyer avevano avviato un progetto noto come "iniziativa Bigger Bodies". Il progetto prevedeva la trasformazione degli orfani, selezionati mediante le valutazioni fatte da Stella tramite le tre prove della Game Station, nelle creature viste nella fabbrica per sostituire i dipendenti e risparmiare sui costi del personale. Inoltre, il protagonista, nota che sui muri degli edifici è stata scritta ripetutamente la frase "ora della gioia" (hour of joy).
Tornato al generatore il protagonista tenta nuovamente di riattivarlo ma viene interrotto da CatNap: dopo un breve scontro riesce però a folgorare e bruciare il mostro. Nonostante provi a rialzarsi, CatNap viene ucciso a tradimento dal Prototipo, che trascina via il suo corpo attraverso i condotti di aerazione. Riuscito finalmente a riattivare il generatore, il giocatore viene raggiunto da Missy e Poppy: questa gli rivela che i lavoratori scomparsi dieci anni prima sono in realtà stati tutti uccisi e divorati dai giochi della fabbrica a seguito di una ribellione, chiamata dai giochi stessi "ora della gioia", fomentata dal Prototipo. Dopo aver aperto la porta che li avrebbe condotti dalla creatura, Poppy e il protagonista prendono un ascensore per il livelli inferiori ma Kissy, rimasta indietro, viene aggredita da qualcosa senza che i due possano fare nulla per aiutarla.

### Capitolo 4 -Safe Haven
Dopo aver condotto il protagonista nei livelli inferiori della fabbrica, Poppy decide di tornare nel Playcare per soccorrere Kissy; prima di risalire lo avverte però che sta per addentrarsi in un territorio molto più pericoloso e terribile di quanto visto fino a quel momento nella fabbrica, definendo il luogo in cui si trovano un vero e proprio inferno; gli dice però che più avanti avrebbe incontrato alcuni alleati. Addentratosi nelle gallerie il protagonista si trova in un'enorme caverna sotterranea piena dei cadaveri di giocattoli animati, in fondo alla quale si trova dinanzi ad un enorme edificio. Cercando un ingresso, il protagonista scopre che si tratta di una prigione, fatta costruire per contenervi i risultati dell'iniziativa Bigger Bodies che necessitavano di ulteriori studi o che erano ritenuti inadatti ad altri utilizzi. Scopre inoltre che dopo l'Ora della gioia molti giocattoli animati erano stati nuovamente rinchiusi lì, assieme ai pochi umani sopravvissuti che facevano loro da carcerieri. Riuscito a nascondersi in uno dei container utilizzati per contenere le creature e attivato il treno che li trasportava all'interno della prigione, il protagonista viene contattato dal dottor Sawyer che, pur stupito nello scoprire che è riuscito a giungere sin lì, fa deragliare il treno e lo cattura, rinchiudendolo nella prigione per sottoporlo ad alcuni esperimenti.
Fuggito dalla cella e sopravvissuto a un'orda di giocattoli aizzati dal Dottore il protagonista si addentra nella prigione fino a giungere a delle stanze di osservazione: qui il Dottore gli aizza contro Yarnaby, una creatura del progetto Bigger Bodies a lui fedele ed estremamente aggressiva. Nello sfuggirgli, il protagonista incontra Doey, un'amichevole creatura di plastilina che lo aiuta a progredire. Doey gli rivela inoltre che nella prigione esiste un luogo sicuro, il Safe Haven, guidandolo verso di esso; durante il tragitto rischia di imbattersi nel Prototipo ma viene nascosto da Poppy e Missy, sfuggita all'attacco della creatura ma rimasta gravemente ferita. Nel Safe Haven, dove sono presenti anche molti giocattoli animati innocui, Doey soccorre Missy mentre Poppy rivela il suo piano al protagonista: giungere ai laboratori, ultimo livello della fabbrica e tana del Prototipo, dove sono rinchiusi gli orfani del Playcare, addormentati tramite il Fumo rosso. Una volta salvati, Poppy intende distruggere completamente gli esperimenti e le ricerche che venivano svolte nella fabbrica, facendo esplodere le sue fondamenta grazie al Fumo rosso stesso e ad alcune cariche minerarie presenti nelle gallerie, uccidendo nel mentre tutte le creature ancora vive al suo interno compresa lei stessa e il Prototipo. In seguito, Doey gli rivela che le difese del Safe Haven sono alimentate da un generatore indipendente, ma che questo si sta usurando dopo gli anni trascorsi: gli chiede quindi di ottenere la Omni-Hand in possesso del Dottore, una mano particolare del GrabPack in grado di attivare qualsiasi dispositivo nella fabbrica e unico dispositivo in grado di riattivare il generatore una volta spento. Gli rivela inoltre che è a conoscenza del piano di Poppy e che, pur comprendendo l'odio della bambola nei confronti della Playtime, non lo approva, chiedendo al protagonista di trovare una soluzione che permetta ai giocattoli del Safe Haven, che Doey considera la sua famiglia, di sopravvivere.
Addentratosi nuovamente nelle gallerie il protagonista viene nuovamente inseguito da Yarnaby, ma riesce a sfuggirgli e a ucciderlo facendolo precipitare in una pozza di metallo fuso. Contattato nuovamente dal Dottore, questi gli chiede cosa lo possa aver spinto a tornare nella fabbrica, sostenendo che una semplice lettera anonima non era una motivazione sufficiente. Inoltre, gli rivela che Poppy era a conoscenza dell'intento del Prototipo di scatenare l'Ora della gioia, e che era inizialmente d'accordo con lui per poi cambiare idea avendo compreso che dopo la strage la situazione delle creature nella fabbrica sarebbe solo peggiorata. Provando a giungere dal Dottore, il protagonista scopre tramite delle videocassette che i dirigenti della Playtime avevano deciso di liquidare Sawyer per via degli sprechi di risorse che l'iniziativa Bigger Bodies stava richiedendo: non potendo fare a meno delle sue conoscenze, tuttavia, decisero di sottoporlo ai suoi stessi esperimenti, dissezionandolo e impiantando il suo cervello in un computer nel cuore della prigione. Giunto lì il protagonista riesce a sovraccaricare il macchinario, uccidendo il Dottore e ottenendo la Omni-Hand.
Tornato al Safe Haven Doey, Poppy e il protagonista vengono avvertiti da Ollie che il Prototipo è giunto sin lì: mentre Doey prova a trattenerlo, il protagonista riesce a riparare e a riattivare il generatore sotto indicazioni di Ollie. Non vedendo Doey tornare, Poppy chiede al protagonista di iniziare a recuperare le cariche esplosive nelle miniere e di piazzarle nelle fondamenta della fabbrica. Cercando di tornare al Safe Heaven viene raggiunto da Doey, che gli dice che il Prototipo è riuscito a sfuggirgli. All'improvviso un'esplosione distrugge l'Haven e Doey, al vedere i corpi dei giocattoli che aveva accudito per tutta la vita, ha un crollo psicologico, rivelando uno sdoppiamento della personalità e trasformandosi in una creatura mostruosa e aggressiva, obbligando il giocatore ad ucciderlo. Ricongiuntosi con Poppy e Missy, i tre vengono contattati da Ollie: con grande orrore della bambola, questi rivela di essere il Prototipo, e di aver usato le cariche recuperate dal protagonista per distruggere il Safe Haven. Rivela inoltre di aver in serbo qualcosa di speciale per Poppy e questa, terrorizzata all'idea di essere rinchiusa nuovamente nella teca per sempre, fugge nei condotti di aerazione, mentre il Prototipo fa cedere il pavimento della galleria in cui si trovavano Missy e il protagonista, facendo precipitare quest'ultimo ai livelli inferiori. Trovatosi nei laboratori, tramite una cassetta di Leith Pierre scopre che chiunque avesse messo piede lì dentro era destinato a morire: mentre le porte del laboratorio si chiudono e la stanza inizia a riempirsi di Fumo rosso, il protagonista osserva un redivivo Huggy Wuggy comparire dalle gallerie e lanciarsi contro la porta, cercando di entrare.

## Personaggi

### Introdotti nel primo capitolo

Huggy Wuggy durante l'inseguimento nella fabbrica

Il protagonista
Ex dipendente della fabbrica della Playtime Co., non si hanno informazioni su chi sia realmente né su quale fosse il suo ruolo nella compagnia.
Poppy
Doppiata da: Nola Klop
È una bambola di porcellana animata basata su una delle mascotte della Playtime Co., dalle fattezze di una bambina con un vestito bianco e blu e dei capelli rossi e ricci. Rimasta rinchiusa in una teca di vetro all'interno della fabbrica, entra in contatto con il protagonista tramite una lettera su cui vi è una richiesta di aiuto. Una volta liberata intende fuggire con lui, ma lo trattiene nella fabbrica dopo averlo visto affrontare Huggy Wuggy e uccidere Mommy Long Legs, rendendosi conto che può aiutarla a sconfiggere il Prototipo e i suoi seguaci. In una VHS del quarto capitolo si scopre che Poppy è in realtà la figlia di Ludwig, fondatore della Playtime.
Elliot Ludwig
Doppiato da:Tom Schalk
Presidente della Playtime Co., iniziò a produrre giocattoli per bambini a seguito di un lutto in famiglia per riprendersi dal trauma. Sembra tenere molto alla felicità e al benessere dei bambini, arrivando anche ad aprire un orfanotrofio interno alla fabbrica per concedere loro un luogo dove sentirsi al sicuro; tuttavia, da alcuni documenti trovati all'interno del suo ufficio, pare fosse a conoscenza di alcuni esperimenti che avvenivano in realtà nella fabbrica.
Leith Pierre
Doppiato da: Robin Nelson
Direttore creativo della Playtime Co., è un uomo cinico e interessato solo al benessere della compagnia. È uno dei dirigenti a conoscenza degli esperimenti sugli orfani, non ponendosi scrupoli nell'eseguirli e mostrandosi crudele e sprezzante con le creature risultanti.
Stella Greyber
Doppiata da: Nola Klop
Impiegata alla Playtime Co., si occupa della gestione dell'orfanotrofio Playcare, nonché della selezione degli orfani da sottoporre agli esperimenti. Nonostante quest'ultimo suo compito, in alcuni documenti presenti nel gioco ha manifestato disappunto nei confronti di ciò che avveniva nella fabbrica.
Huggy Wuggy
È uno dei risultati del progetto Bigger Bodies, classificato anche come "esperimento 1170" ed è impiegato come parte del sistema di sicurezza della fabbrica. Il suo aspetto è quello della mascotte della compagnia, ossia un essere umanoide coperto di pelliccia blu, con braccia e gambe estremamente lunghe,mani e piedi gialli e una grande bocca rossa e sorridente. Sebbene all'apparenza sembri innocuo, una volta lanciato all'inseguimento del protagonista nella sua bocca compaiono due file di denti aguzzi. Dopo essere stato fatto precipitare da una passerella al termine del primo capitolo, ricompare al termine del quarto vistosamente ferito e privo di un braccio.
Il Prototipo
Classificato anche come "esperimento 1006", è l'antagonista principale della serie. Il suo aspetto è sconosciuto, dato che viene solo menzionato dai vari personaggi e nei VHS che il protagonista trova nella fabbrica; le uniche volte che compare direttamente si vede solo il suo braccio, dall'aspetto robotico e scheletrico, mentre nel quarto capitolo si vede l'ombra delle sue gambe, simili a quelle di un ragno. Sembra essere particolarmente intelligente, riuscendo a creare un puntatore laser partendo da un orologio da polso e usandolo per manomettere il sistema di sicurezza della sua cella, ed è poi in grado di imitare la voce delle altre persone. È colui che ha spinto i giochi animati a ribellarsi agli umani, portando poi alla strage nota come "Ora della gioia".

### Introdotti nel secondo capitolo
Mommy Long Legs
Doppiata da: Elsie Lovelock
È l'antagonista del secondo capitolo. Risultato del progetto Bigger Bodies come "esperimento 1222", ha l'aspetto di una donna magra e stilizzata, completamente rosa e con gli occhi verdi. Come il giocattolo su cui è basata, è in grado di allungare braccia, gambe e collo apparentemente senza limiti di lunghezza. Era impiegata nella gestione della Game Station, seguendo i bambini nello svolgimento delle varie prove a cui venivano sottoposti per valutare le loro qualità in vista degli esperimenti. Apparentemente innocua, è in realtà subdola e senza scrupoli: il suo odio è tuttavia indirizzato solo ai dipendenti della Playtime, risultando invece piuttosto protettiva verso gli orfani che accudiva, dato che vedevano in lei una sorta di figura materna. Tramite un documento reperibile nel gioco si scopre che in passato era una bambina di nome Marie Payne.
Kissy Missy
Risultato del progetto Bigger Bodies come "esperimento 1172". Controparte femminile di Huggy Wuggy è pressoché identica a lui tranne che per le ciglia e la pelliccia rosa. Al contrario di Huggy è innocua e amica di Poppy: su sua richiesta, infatti, aiuta il protagonista a procedere in alcune sezioni del gioco.

### Introdotti nel terzo capitolo
CatNap
Antagonista del terzo capitolo, è un risultato dell'iniziativa Bigger Bodies classificato come "esperimento 1188". Si presenta come un grande gatto scheletrico viola, con braccia e gambe sproporzionate e la bocca nera spalancata in un ghigno, dalla quale può emettere il Fumo rosso. È il principale servitore del Prototipo, da lui idolatrato come una sorta di divinità al punto da eliminare chiunque provi a opporsi a lui. Dai documenti reperibili nel gioco si scopre che prima di diventare un mostro era un ragazzo di nome Theodore Grambell.
DogDay
Doppiato da: Baldin Williams Jr.
Prodotto dell'iniziativa Bigger Bodies era il leader degli Smiling Critters, un gruppo di creature basate sull'omonima linea di giocattoli del quale faceva parte anche CatNap. Si occupavano della supervisione dell'orfanotrofio Playcare, ma dopo l"Ora della Gioia" provarono a ribellarsi al Prototipo, venendo per questo sterminati da CatNap. Il protagonista incontra DogDay nel Playcare, ancora vivo ma privato della parte inferiore del corpo, che lo mette in guardia da CatNap e gli chiede di fermare il Prototipo prima di essere definitivamente eliminato da delle copie più piccole degli Smiling Critters.
Ollie
Doppiato da: Reid Osiecki (in Deep Sleep), Joanna-Lynn Alonso (in Safe Haven)
È un alleato di Poppy, e in quanto tale aiuta il protagonista a sopravvivere nel Playcare e a farlo giungere nei livelli inferiori della fabbrica, dove si trova il Prototipo. Siccome contatta il protagonista attraverso una ricetrasmittente giocattolo non si sa né chi sia né che aspetto abbia; nel quarto capitolo, tuttavia, viene rivelato che il vero Ollie è scomparso tempo fa, e che colui che ha interagito con il protagonista è in realtà il Prototipo.
Miss Delight
Doppiata da: Avalon Delaney
Androide impiegato come insegnante nella scuola del Playcare. In passato aveva l'aspetto di una bella signorina bionda con un enorme sorriso, ma nel corso degli anni la copertura del suo volto si è frantumata, rivelando una faccia scheletrica umanoide. A seguito dell'"Ora della Gioia" venne rinchiusa nella scuola assieme alle sue "sorelle", androidi identici a lei, e nel tempo è stata costretta a uccidere e mangiare le sue copie per tentare di saziarsi. Ciò la condusse alla follia, arrivando a creare una mazza chiodata a cui si rivolge col nome di "Barb". È l'unica tra i vari giocattoli che mostra l'intenzione di fare del male anche ai bambini, costringendo CatNap a tenerla rinchiusa nella scuola.
Il Dottore
Doppiato da: Baldin Williams Jr.
Il Dottore, il cui vero nome è Harley Sawyer, è l'ideatore e promotore dell'iniziativa Bigger Bodies, volta a rimpiazzare i dipendenti umani con delle copie giganti animate dei giocattoli della fabbrica. Introdotto in Project: Playtime, nella storia principale compare in uno dei VHS trovati nel Playcare che lo registra durante un colloquio con il Prototipo: nella registrazione si mostra sprezzante e ironico, ma anche interessato ad apprendere di più sul conto della creatura. È l'antagonista principale del quarto capitolo: qui si scopre che i dirigenti della Playtime, stanchi del suo continuo spreco di denaro per le sue ricerche inconcludenti, lo sottoposero ai suoi stessi esperimenti impiantando il suo cervello in un gigantesco computer per continuare a sfruttare le sue conoscenze. Dopo gli eventi dell'Ora della gioia si allea con il Prototipo per continuare le sue ricerche.

### Introdotti nel quarto capitolo
Yarnaby
Pupazzo animato dell'iniziativa Bigger Bodies classificato come "esperimento  1166", è un leone con una criniera arcobaleno costituita da fili di lana. È particolarmente affezionato al Dottore, che considera come un vero e proprio padrone. Nei report degli esperimenti è definito come amichevole e docile, quasi come un animale domestico, ma dopo essere stato "adottato" dal Dottore questi lo addestra per diventare una creatura aggressiva e violenta contro i suoi nemici.
Doey the Doughman
Doppiato da: Michael Kovach
Creatura costituita da plastilina, è l'esperimento 1322 dell'iniziativa Bigger Bodies, creato utilizzando come base le menti di tre diversi bambini. A differenza delle altre creature incontrate Doey è amichevole e gentile, molto affezionato ai giocattoli a cui accudisce nel Safe Haven: tramite una VHS si scopre che in passato era riuscito a fuggire dalla prigione, ma che aveva deciso di tornare indietro per salvare quanti più giocattoli possibile. A causa della presenza di tre diverse personalità nella sua mente, nei momenti di crisi rischia di soffrire di sdoppiamento della personalità, diventando pericoloso ed aggressivo. Dopo la distruzione del Safe Haven si trasforma in preda al dolore in una creatura mostruosa, dotata di sei braccia e con tre teste che spuntano da una gigantesca bocca.

### Introdotti inProject: Playtime
Boxy Boo
Creatura prodotta dagli esperimenti dell'iniziativa Bigger Bodies, è una scatola a sorpresa dalla quale fuoriescono una testa cubica con denti affilati e mani e piedi artigliati. Come rivelato nel gioco, era utilizzata per eliminare fisicamente coloro che venivano a conoscenza degli esperimenti condotti nella fabbrica. Compare nel terzo capitolo nel VHS che mostra al protagonista gli eventi avvenuti durante l'"ora della gioia".

## Modalità di gioco
Poppy Playtime è un survival horror in prima persona: i giocatori devono risolvere vari enigmi per progredire ulteriormente nel gioco, prestando attenzione a non farsi catturare dalle mostruose creature che popolano la fabbrica. La risoluzione degli enigmi e l'esplorazione delle mappe di gioco richiedono un gadget chiamato GrabPack, ovvero uno zaino dotato di due mani estensibili utilizzabili per tirare e raggiungere oggetti a lunga distanza, condurre l'elettricità e aprire determinate porte; a partire dal secondo capitolo il GrabPack può essere equipaggiato con diversi tipi di mani, ciascuna delle quali ha un'abilità specifica. Il giocatore può anche trovare vari nastri VHS in giro per la fabbrica, i quali gli forniranno spiegazioni più approfondite riguardo alla storia.

## Sviluppo
Iniziato come una campagna su Kickstarter, Poppy Playtime fu ideato dal game director Isaac Christopherson con l'intenzione di "creare qualcosa con un gameplay che non sembrasse banale, pur rimanendo emozionante, terrificante e unico". Un trailer del primo capitolo è stato distribuito nel settembre 2021.
Il primo capitolo di Poppy Playtime è stato pubblicato su Steam per Microsoft Windows il 12 ottobre 2021, e in seguito per sistemi Android e iOS l'11 marzo 2022, per PlayStation 4 e PlayStation 5 il 20 dicembre 2023, e per Nintendo Switch il 25 dicembre 2023.. 
I capitoli successivi al primo sono stati distribuiti come DLC. Il trailer del secondo capitolo è stato rivelato il 22 febbraio 2022, seguito da una serie di teasers postati su Twitter. Come promozione per l'uscita del secondo capitolo, il primo è stato reso gratuito.. Il secondo capitolo è stato pubblicato su Steam per Microsoft Windows il 5 maggio 2022 e il 15 agosto per Android e iOS.
Due teaser trailer per il terzo capitolo sono stati pubblicati rispettivamente il 6 agosto 2022 e il 26 luglio 2023, con una data d'uscita prevista inizialmente per l'inverno 2023. Tuttavia, a causa del licenziamento di diversi sviluppatori per "divergenze creative", il capitolo è stato ritardato di "ulteriori diverse settimane nel 2024"; è stato poi pubblicato il 30 gennaio 2024 su Steam.
Un teaser trailer per il quarto capitolo è stato pubblicato il 30 settembre 2024, annunciando anche l'uscita del gioco nel gennaio 2025. Due ulteriori trailer sono stati pubblicati rispettivamente il 26 ottobre e il 21 dicembre 2024; in quest'ultimo viene anche rivelata la data di distribuzione del gioco, fissata al 30 gennaio 2025.

## Opere derivate

### Project: Playtime
Il 31 ottobre 2022 è stato annunciato lo spin-off cooperativo Project: Playtime; sebbene fosse previsto inizialmente il 6 dicembre dello stesso anno, è stato distribuito successivamente in accesso anticipato su Steam il 12 dicembre 2022, a causa di alcuni problemi ai server. Il gioco vede sei giocatori nel ruolo di impiegati della Playtime Co. contro un settimo nel ruolo di una delle creature della fabbrica, che può essere scelta tra Huggy Wuggy, Mommy Long Legs, o il personaggio esclusivo Boxy Boo. I sei impiegati devono completare dei minigiochi per ottenere delle parti di un giocattolo da assemblare, mentre il giocatore che interpreta il mostro ha il compito di rintracciarli ed eliminarli.
Nonostante sia uno spin-off, il gioco contiene alcuni dettagli relativi alla storia principale di Poppy Playtime: in particolare, si scopre che i vari mostri sono stati creati dal dottor Harley Sawyer come parte di un progetto noto come "iniziativa Bigger Bodies", volto ad aumentare l'efficienza della fabbrica sostituendo gli impiegati con le creature che si incontrano poi nei capitoli principali. Lo stesso Sawyer e Boxy Boo vengono poi introdotti nella saga principale attraverso delle registrazioni in VHS.

### Poppy Playtime Orientation Notebook
Il 9 maggio 2024 è stato pubblicato il databook ufficiale Poppy Playtime Orientation Notebook, contenente informazioni e dettagli sulla storia, la trama e i personaggi della serie. Il libro è stato pubblicato da Scholastic ed è stato definito come "solo l'inizio di quella che promette di essere un'emozionante [...] serie di libri".

### Adattamento cinematografico
Nell'aprile 2022 MOB Games ha stipulato una collaborazione con Studio71 per la produzione di un adattamento cinematografico del videogioco.

## Accoglienza

### Critica
Poppy Playtime è stato ben accolto sin dalla sua pubblicazione, ottenendo elogi per le sue atmosfere, la storia e i personaggi, venendo anche paragonato alla saga di Five Nights at Freddy's, di cui è stato inizialmente visto come un clone, e definito da Austin Geiger di Screen Rant come "più coinvolgente" di uno dei capitoli di suddetta saga, ossia Security Breach. Tuttavia, il primo capitolo è stato criticato per la sua durata (circa 40-45 minuti di gioco), definita come troppo corta. Poppy Playtime ha anche guadagnato rapidamente visibilità su piattaforme video come YouTube e Twitch oltre che tramite giochi creati su Roblox. Il gioco è ampiamente considerato come parte del cosiddetto sottogenere "mascot horror", divenuto popolare nel 2014 con la distribuzione del primo Five Nights at Freddy's.
Il secondo capitolo ha ricevuto critiche miste su Steam, ricevendo elogi per il doppiaggio e il finale, ma venendo anche criticato per i vari problemi che presentava, tra i quali crash, bug e lag.
Poppy Playtime è stato candidato per il premio "Most Stream-friendly Game" nell'edizione del 2022 degli Indie Live Expo Awards in Giappone.

### Controversie
Nel dicembre 2021 gli sviluppatori hanno annunciato la vendita di non-fungible token sotto forma di copie digitali dei poster presenti nel primo capitolo, contenenti dei messaggi segreti sul retro di ognuno di essi che avrebbero fornito degli indizi riguardo al secondo capitolo. Quest'ultimi sono diventati rapidamente oggetto di recensioni negative da parte della community, portando alcuni utenti a chiedere un rimborso, sostenendo che gli sviluppatori avrebbero reso inaccessibile parte della trama del gioco tramite un paywall. Gli sviluppatori hanno quindi cancellato l'annuncio ma non hanno potuto eliminare gli NFT per cause contrattuali, affermando che avrebbero dovuto aspettare la loro scadenza.. Il 3 maggio 2022 l'amministratore delegato di MOB Entertainment, Zach Belanger, ha pubblicato un post su Twitter dove confermava che tutti i proventi ottenuti dagli NFT sarebbero stati donati all'associazione ambientalista Clean Air Task Force.
A seguito della distribuzione di Poppy Playtime, lo sviluppatore Ekrcoaster ha affermato che MOB Entertainment ha plagiato il suo gioco Venge: Belanger ha rigettato le accuse, affermando che non vi era alcun intento di plagio.
Sono sorte alcune preoccupazioni relative al mancato blocco dei video di Poppy Playtime da parte dei filtro famiglia sulle principali piattaforme di streaming, quali YouTube Kids e TikTok; contestualmente, alcune scuole e genitori hanno iniziato a segnalare comportamenti anomali dei bambini che, ispirati dal gioco, avrebbero provato ad imitare i comportamenti dei personaggi o avrebbero avuto difficoltà ad addormentarsi. Tali contestazioni sono però state smentite da Snopes che, pur confermando la diffusione delle lamentele da parte dei genitori, ha verificato l'assenza di video inappropriati sulle piattaforme dedicate ai bambini; lo stesso Belanger, interrogato in proposito, ha definito tali notizie "eccessivamente ingigantite".

### Merchandise
Dopo la pubblicazione del primo capitolo è iniziata anche la distribuzione del merchandise ufficiale, come T-shirts, poster e pupazzi, così come oggetti da collezione prodotti da Youtooz.